# Giro d'Italia 1983
66. ročník cyklistického závodu Giro d'Italia se konal mezi 12. květnem a 5. červnem 1983. Vítězem se stal Ital Giuseppe Saronni (Del Tongo–Colnago), jenž předtím vyhrál Giro d'Italia v roce 1979. Na druhém a třetím místě se umístili Roberto Visentini a Alberto Fernández.
Saronni se stal také vítězem bodovací soutěže, Lucien Van Impe (Metauro Mobili) obhájil své vítězství ve vrchařské soutěži a Franco Chioccioli (Vivi–Benotto) se stal vítězem soutěže mladých jezdců. Tým Zor–Gemeaz–Cusin vyhrál soutěž týmů.

## Týmy

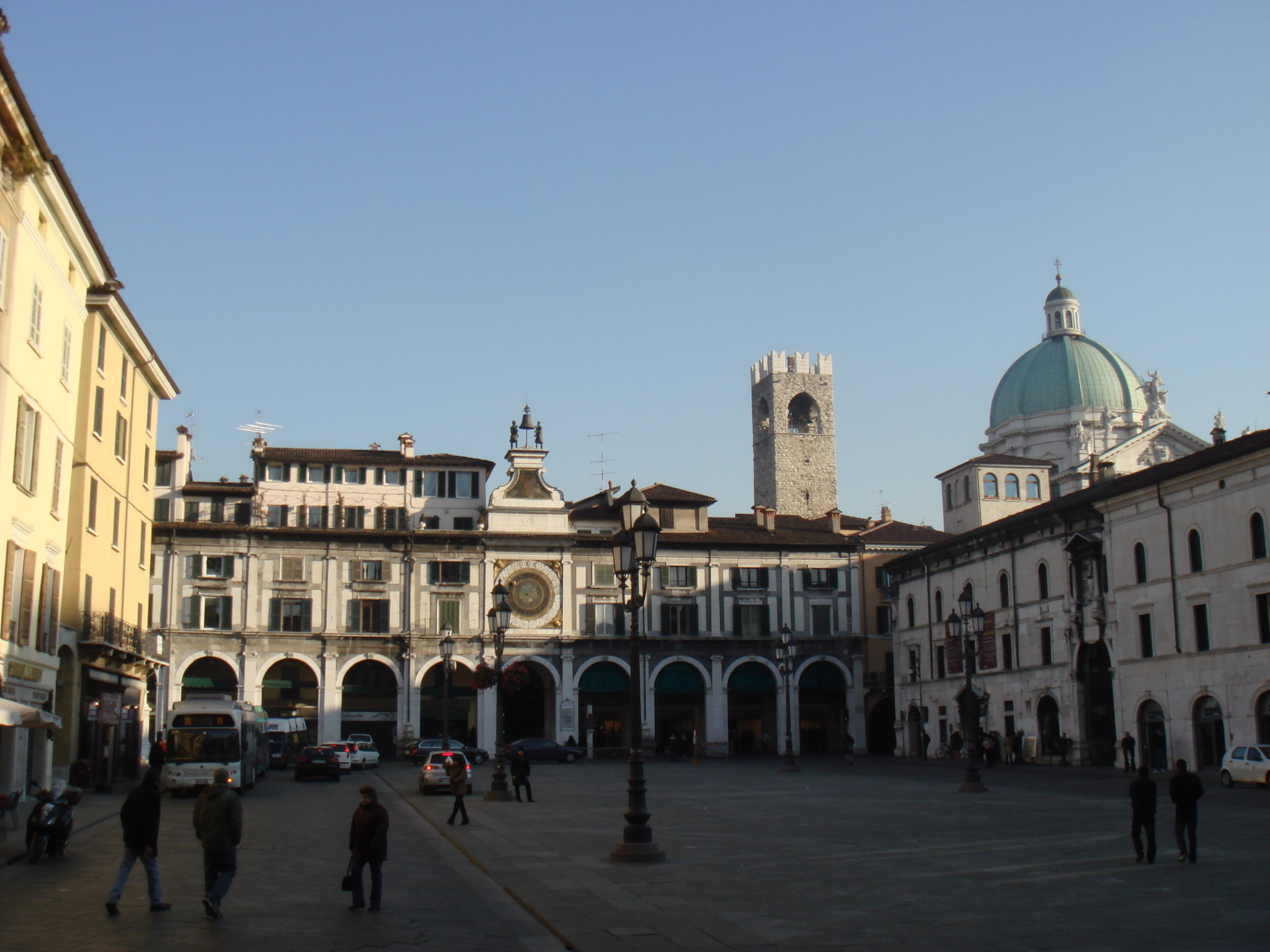
Prezentace týmů proběhla 10. května na Piazza della Loggia v Brescii.

Na Giro d'Italia 1983 bylo pozváno celkem 18 týmů. Každý tým přijel s 9 jezdci, což znamenalo, že závod odstartoval s pelotonem 162 jezdců. Týmová prezentace proběhla 10. května na Piazza della Loggia v Brescii a byla vysílána v italské televizi Network 1. Do cíle v Udine dojelo celkem 140 jezdců.
Týmy, které se zúčastnily závodu, byly:
- Alfa Lum–Olmo
- Atala–Campagnolo
- Bianchi–Piaggio
- Del Tongo–Colnago
- Dromedario–Alan
- Eorotex–Magniflex
- Europ Decor–Dries
- Gis Gelati–Campagnolo
- Inoxpran–Lumenflon
- Malvor–Bottecchia
- Mareno–Willier Triestina
- Metauro Mobili
- Perlav–Euro Soap
- Sammontana–Campagnolo
- Termolan–Galli
- Vivi–Benotto
- Wolber–Spidel
- Zor–Gemeaz–Cusin

## Trasa a etapy

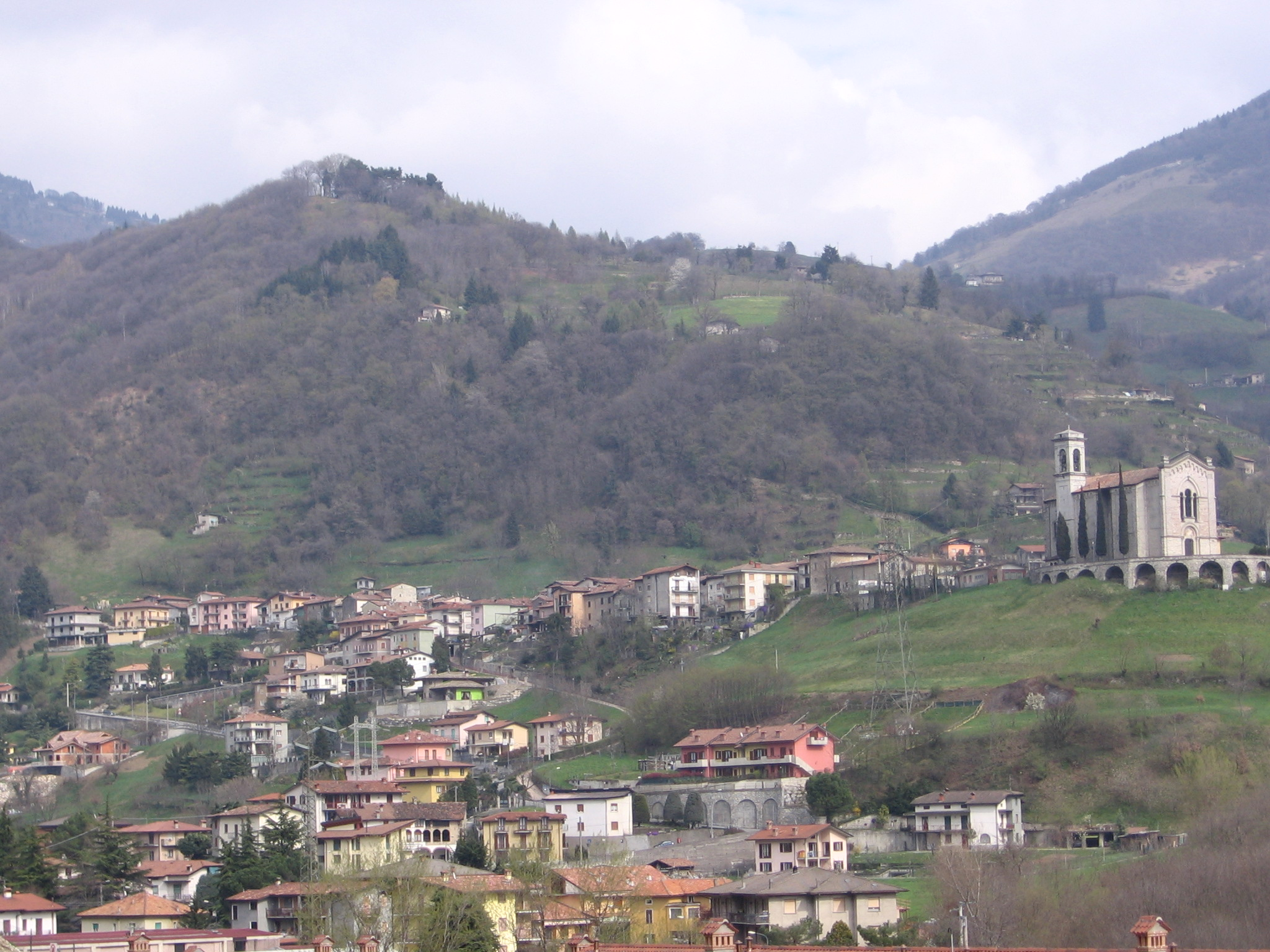
Colli di San Fermo hostilo konec 91 km dlouhé 17. etapy.

Trasa Giro d'Italia 1983 byla odhalena veřejnosti hlavním organizátorem Vincenzem Torrianim 19. února 1983. Trasa dlouhá 3922 km zahrnovala 4 časovky (tři individuální a jednu týmovou) a 15 etap s hodnocenými stoupáními, na nichž bylo možné získat body do vrchařské soutěže. Sedm z těchto 15 etap mělo vrcholový finiš: 4. etapa do Todi, 6. etapa do Campitello Matese, 9. etapa do Montefiascone, 10. etapa do Bibbieny, 15. etapa do Orta San Giulio, 17. etapa na Colli di San Fermo a 19. etapa do Selva di Val Gardena. Organizátoři se rozhodli zahrnout 2 dny odpočinku. Ve srovnání s předchozím ročníkem byl závod o 88,5 km kratší a zahrnoval o jednu časovku více. Zároveň zahrnoval jednu půlenou etapu navíc.
| Etapa | Datum         | Trasa                          | Vzdálenost          | Typ                 | Typ                  | Vítěz                      |                     |
| ----- | ------------- | ------------------------------ | ------------------- | ------------------- | -------------------- | -------------------------- | ------------------- |
| P     | 12. května    | Brescia                        | 8 km (5 mi)         |                     | Individuální časovka | Etapa byla zrušena         |                     |
| 1     | 13. května    | Brescia - Mantua               | 70 km (43 mi)       |                     | Týmová časovka       | Bianchi-Piaggio            |                     |
| 2     | 14. května    | Mantua - Comacchio             | 192 km (119 mi)     |                     | Rovinatá etapa       | Guido Bontempi (ITA)       |                     |
| 3     | 15. května    | Comacchio - Fano               | 148 km (92 mi)      |                     | Rovinatá etapa       | Paolo Rosola (ITA)         |                     |
| 4     | 16. května    | Pesaro - Todi                  | 187 km (116 mi)     |                     | Horská etapa         | Giuseppe Saronni (ITA)     |                     |
| 5     | 17. května    | Terni - Vasto                  | 269 km (167 mi)     |                     | Horská etapa         | Eduardo Chozas (ESP)       |                     |
| 6     | 18. května    | Vasto - Campitello Matese      | 145 km (90 mi)      |                     | Horská etapa         | Alberto Fernández (ESP)    |                     |
| 7     | 19. května    | Campitello Matese - Salerno    | 216 km (134 mi)     |                     | Horská etapa         | Moreno Argentin (ITA)      |                     |
| 8     | 20. května    | Salerno - Terracina            | 212 km (132 mi)     |                     | Rovinatá etapa       | Guido Bontempi (ITA)       |                     |
| 9     | 21. května    | Terracina - Montefiascone      | 225 km (140 mi)     |                     | Horská etapa         | Riccardo Magrini (ITA)     |                     |
| 10    | 22. května    | Montefiascone - Bibbiena       | 232 km (144 mi)     |                     | Horská etapa         | Palmiro Masciarelli (ITA)  |                     |
| 11    | 23. května    | Bibbiena - Pietrasanta         | 202 km (126 mi)     |                     | Horská etapa         | Lucien Van Impe (BEL)      |                     |
|       | 24. května    | Den odpočinku                  | Den odpočinku       | Den odpočinku       | Den odpočinku        | Den odpočinku              | Den odpočinku       |
| 12    | 25. května    | Pietrasanta - Reggio Emilia    | 180 km (112 mi)     |                     | Horská etapa         | Alf Segersäll (SWE)        |                     |
| 13    | 26. května    | Reggio Emilia - Parma          | 38 km (24 mi)       |                     | Individuální časovka | Giuseppe Saronni (ITA)     |                     |
| 14    | 27. května    | Parma - Savona                 | 243 km (151 mi)     |                     | Horská etapa         | Gregor Braun (FRG)         |                     |
| 15    | 28. května    | Savona - Orta San Giulio       | 219 km (136 mi)     |                     | Horská etapa         | Paolo Rosola (ITA)         |                     |
| 16a   | 29. května    | Orta San Giulio - Milan        | 110 km (68 mi)      |                     | Rovinatá etapa       | Frank Hoste (BEL)          |                     |
| 16b   | 29. května    | Milan - Bergamo                | 100 km (62 mi)      |                     | Horská etapa         | Giuseppe Saronni (ITA)     |                     |
| 17    | 30. května    | Bergamo - Colli di San Fermo   | 91 km (57 mi)       |                     | Horská etapa         | Alberto Fernández (ESP)    |                     |
| 18    | 31. května    | Sarnico - Vicenza              | 178 km (111 mi)     |                     | Horská etapa         | Paolo Rosola (ITA)         |                     |
|       | 1. června     | Den odpočinku                  | Den odpočinku       | Den odpočinku       | Den odpočinku        | Den odpočinku              | Den odpočinku       |
| 19    | 2. června     | Vicenza - Selva di Val Gardena | 224 km (139 mi)     |                     | Horská etapa         | Mario Beccia (ITA)         |                     |
| 20    | 3. června     | Selva di Val Gardena - Arabba  | 169 km (105 mi)     |                     | Horská etapa         | Alessandro Paganessi (ITA) |                     |
| 21    | 4. června     | Arabba - Gorizia               | 232 km (144 mi)     |                     | Rovinatá etapa       | Moreno Argentin (ITA)      |                     |
| 22    | 5. června     | Gorizia - Udine                | 40 km (25 mi)       |                     | Individuální časovka | Roberto Visentini (ITA)    |                     |
|       | Celková délka | Celková délka                  | 3 922 km (2 437 mi) | 3 922 km (2 437 mi) | 3 922 km (2 437 mi)  | 3 922 km (2 437 mi)        | 3 922 km (2 437 mi) |

## Průběžné pořadí

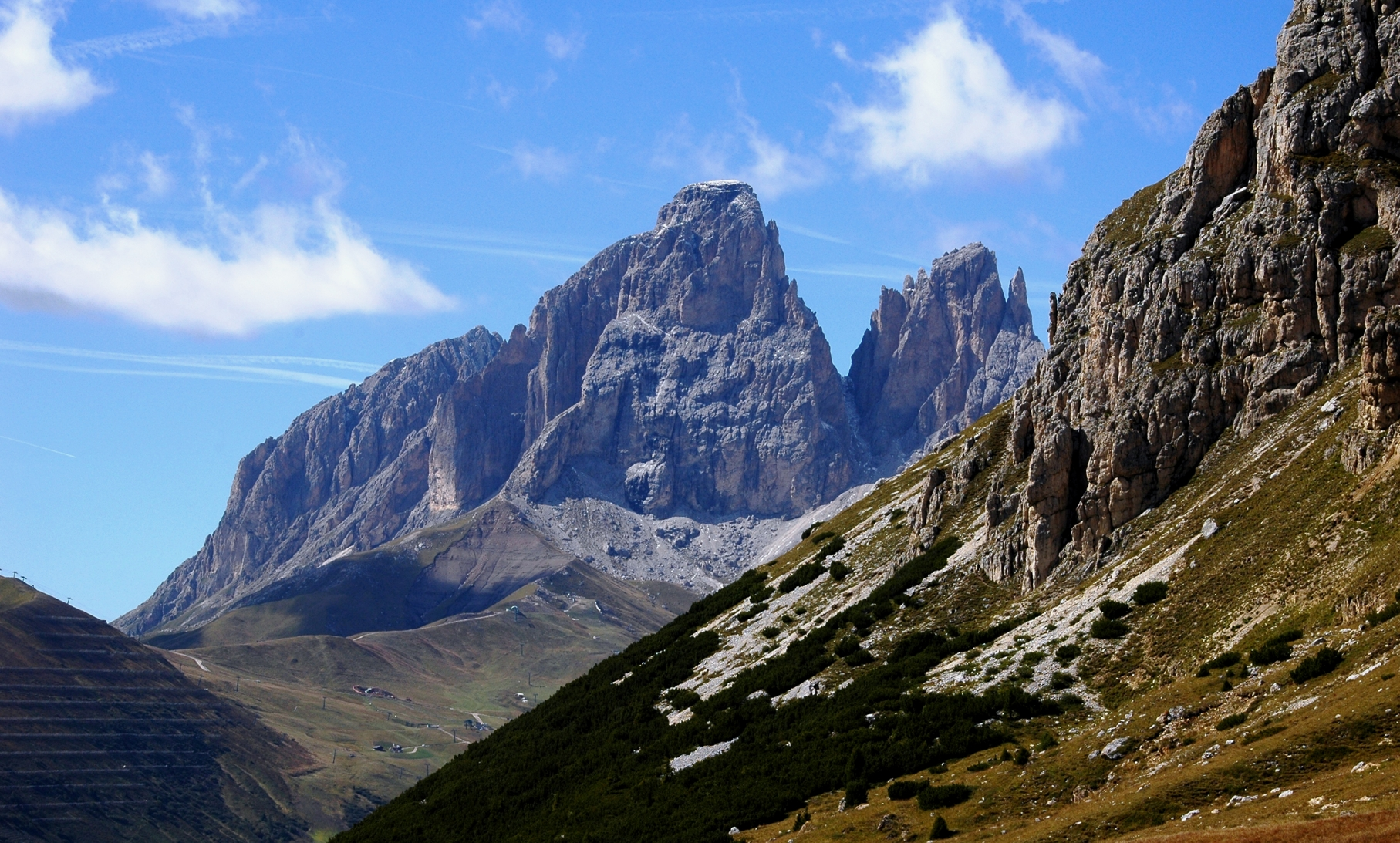
Průsmyk Pordoi byl Cima Coppi Gira d'Italia 1983.

Během Gira d'Italia 1983 byly nošeny 4 různé dresy. Lídr celkového pořadí, kalkulovaného sčítáním časů dojezdů jednotlivých jezdců do cíle a přidáváním bonusů pro první 3 jezdce v cíli etapy s hromadným startem, nosil růžový dres. Tato soutěž je nejdůležitější, a její vítěz je obecně považován za celkového vítěze závodu.
Body do bodovací soutěže, jejíž lídr nosil fialový dres, bylo možné získal za dokončení etapy mezi prvními 15 cyklisty. Další body bylo možné získat na sprinterských prémiích. Zelený dres byl udělován lídrovi vrchařské soutěže. V této klasifikaci byly body udíleny za dosažení vrcholu před ostatními závodníky. Každé hodnocené stoupání bylo klasifikováno jako první, druhé nebo třetí kategorie. Na prémiích vyšší kategorie bylo možné získat více bodů. Na Cimě Coppi, nejvyšším bodu trasy, bylo možné získat více bodů než na normálních prémiích první kategorie. Cima Coppi ' tohoto ročníku byl průsmyk Pordoi. První jezdec, jenž se na tento průsmyk dostal, byl Španěl Marino Lejarreta. Bílý dres nosil lídr soutěže mladých jezdců. Pořadí této soutěže bylo určováno stejným způsobem jako celkové pořadí, ale této klasifikace se mohli zúčastnit pouze neo-profesionálové (jezdci, kteří byli profesionály 3 a méně let). Existovala zde také soutěž týmů. V této soutěži se po každé etapě přičetly časy 3 nejlepších jezdců. Vedoucí tým této soutěže byl ten s nejnižším celkovým časem.
| Etapa          | Vítěz                        | Celkové pořadí · | Bodovací soutěž · | Vrchařská soutěž · | Soutěž mladých jezdců · | Soutěž týmů              |
| -------------- | ---------------------------- | ---------------- | ----------------- | ------------------ | ----------------------- | ------------------------ |
| P              | Etapa byla zrušena           | neuděleno        | neuděleno         | neuděleno          | neuděleno               | neuděleno                |
| 1              | Bianchi-Piaggio              | Tommy Prim       | neuděleno         | neuděleno          | neuděleno               | Bianchi-Piaggio          |
| 2              | Guido Bontempi               | Urs Freuler      | Guido Bontempi    | neuděleno          | ?                       | Bianchi-Piaggio          |
| 3              | Paolo Rosola                 | Paolo Rosola     | Paolo Rosola      | neuděleno          | ?                       | Bianchi-Piaggio          |
| 4              | Giuseppe Saronni             | Paolo Rosola     | Paolo Rosola      | Harald Maier       | ?                       | Bianchi-Piaggio          |
| 5              | Eduardo Chozas               | Silvano Contini  | Giuseppe Saronni  | Lucien Van Impe    | Fabrizio Verza          | Bianchi-Piaggio          |
| 6              | Alberto Fernández (cyklista) | Silvano Contini  | Giuseppe Saronni  | Alberto Fernández  | Fabrizio Verza          | Metauro Mobili-Pinarello |
| 7              | Moreno Argentin              | Giuseppe Saronni | Giuseppe Saronni  | Lucien Van Impe    | Fabrizio Verza          | Metauro Mobili-Pinarello |
| 8              | Guido Bontempi               | Giuseppe Saronni | Giuseppe Saronni  | Lucien Van Impe    | Fabrizio Verza          | Metauro Mobili-Pinarello |
| 9              | Riccardo Magrini             | Giuseppe Saronni | Giuseppe Saronni  | Lucien Van Impe    | Fabrizio Verza          | Metauro Mobili-Pinarello |
| 10             | Palmiro Masciarelli          | Giuseppe Saronni | Giuseppe Saronni  | Lucien Van Impe    | Fabrizio Verza          | Metauro Mobili-Pinarello |
| 11             | Lucien Van Impe              | Giuseppe Saronni | Giuseppe Saronni  | Lucien Van Impe    | Fabrizio Verza          | Metauro Mobili-Pinarello |
| 12             | Alf Segersäll                | Giuseppe Saronni | Giuseppe Saronni  | Lucien Van Impe    | Fabrizio Verza          | Metauro Mobili-Pinarello |
| 13             | Giuseppe Saronni             | Giuseppe Saronni | Giuseppe Saronni  | Lucien Van Impe    | Franco Chioccioli       | Metauro Mobili-Pinarello |
| 14             | Gregor Braun                 | Giuseppe Saronni | Giuseppe Saronni  | Lucien Van Impe    | Franco Chioccioli       | Metauro Mobili-Pinarello |
| 15             | Paolo Rosola                 | Giuseppe Saronni | Giuseppe Saronni  | Lucien Van Impe    | Franco Chioccioli       | Metauro Mobili-Pinarello |
| 16a            | Frank Hoste                  | Giuseppe Saronni | Giuseppe Saronni  | Lucien Van Impe    | Franco Chioccioli       | Metauro Mobili-Pinarello |
| 16b            | Giuseppe Saronni             | Giuseppe Saronni | Giuseppe Saronni  | Lucien Van Impe    | Franco Chioccioli       | Metauro Mobili-Pinarello |
| 17             | Alberto Fernández (cyklista) | Giuseppe Saronni | Giuseppe Saronni  | Lucien Van Impe    | Franco Chioccioli       | Zor-Gemeaz Cusin         |
| 18             | Paolo Rosola                 | Giuseppe Saronni | Giuseppe Saronni  | Lucien Van Impe    | Franco Chioccioli       | Zor-Gemeaz Cusin         |
| 19             | Mario Beccia                 | Giuseppe Saronni | Giuseppe Saronni  | Lucien Van Impe    | Franco Chioccioli       | Zor-Gemeaz Cusin         |
| 20             | Alessandro Paganessi         | Giuseppe Saronni | Giuseppe Saronni  | Lucien Van Impe    | Franco Chioccioli       | Zor-Gemeaz Cusin         |
| 21             | Moreno Argentin              | Giuseppe Saronni | Giuseppe Saronni  | Lucien Van Impe    | Franco Chioccioli       | Zor-Gemeaz Cusin         |
| 22             | Roberto Visentini            | Giuseppe Saronni | Giuseppe Saronni  | Lucien Van Impe    | Franco Chioccioli       | Zor-Gemeaz Cusin         |
| Konečné pořadí | Konečné pořadí               | Giuseppe Saronni | Giuseppe Saronni  | Lucien Van Impe    | Franco Chioccioli       | Zor-Gemeaz Cusin         |

## Konečné pořadí
| Legenda | Legenda                           | Legenda | Legenda                                |
| ------- | --------------------------------- | ------- | -------------------------------------- |
|         | Označuje vítěze celkového pořadí. |         | Označuje vítěze vrchařské soutěže.     |
|         | Označuje vítěze bodovací soutěže. |         | Označuje vítěze soutěže mladých jezdců |

### Celkové pořadí
| Pořadí | Jezdec                        | Tým                | Čas          |
| ------ | ----------------------------- | ------------------ | ------------ |
| 1      | Giuseppe Saronni (ITA)        | Del Tongo-Colnago  | 100h 45' 30" |
| 2      | Roberto Visentini (ITA)       | Inoxpran-Lumenflon | + 1' 07"     |
| 3      | Alberto Fernández (ESP)       | Zor-Gemeaz Cusin   | + 3' 40"     |
| 4      | Mario Beccia (ITA)            | Malvor-Bottecchia  | + 5' 55"     |
| 5      | Dietrich Thurau (FRG)         | Del Tongo-Colnago  | + 7' 44"     |
| 6      | Marino Lejarreta (ESP)        | Alfa Lum-Olmo      | + 7' 47"     |
| 7      | Faustino Rupérez Rincón (ESP) | Zor-Gemeaz Cusin   | + 8' 24"     |
| 8      | Eduardo Chozas Olmo (ESP)     | Zor-Gemeaz Cusin   | + 9' 41"     |
| 9      | Lucien Van Impe (BEL)         | Metauro Mobili     | + 10' 54"    |
| 10     | Wladimiro Panizza (ITA)       | Atala-Campagnolo   | + 12' 00"    |

### Bodovací soutěž
| Pořadí | Jezdec                 | Tým               | Body |
| ------ | ---------------------- | ----------------- | ---- |
| 1      | Giuseppe Saronni (ITA) | Del Tongo-Colnago | 223  |
| 2      | Moreno Argentin (ITA)  | Sammontana        | 149  |
| 3      | Frank Hoste (BEL)      | Europ Decor-Dries | 139  |
| 4      | Pierino Gavazzi (ITA)  | Atala-Campagnolo  | 120  |
| 5      | Stefan Mutter (SUI)    | Eorotex-Magniflex | 111  |

### Vrchařská soutěž
| Pořadí | Jezdec                     | Tým              | Body |
| ------ | -------------------------- | ---------------- | ---- |
| 1      | Lucien Van Impe (BEL)      | Metauro Mobili   | 70   |
| 2      | Alberto Fernández (ESP)    | Zor-Gemeaz Cusin | 43   |
| 3      | Marino Lejarreta (ESP)     | Alfa Lum-Olmo    | 27   |
| 3      | Faustino Rupérez (ESP)     | Zor-Gemeaz Cusin | 27   |
| 5      | Alessandro Paganessi (ITA) | Bianchi-Piaggio  | 23   |

### Soutěž mladých jezdců
| Pořadí | Jezdec                  | Tým                   | Čas          |
| ------ | ----------------------- | --------------------- | ------------ |
| 1      | Franco Chioccioli (ITA) | Vivi-Benotto          | 101h 00" 52" |
| 2      | Fabrizio Verza (ITA)    | Gis Gelati-Campagnolo | + 12' 16"    |
| 3      | Harald Maier (AUT)      | Eorotex-Magniflex     | + 20' 32"    |
| 4      | Davide Cassani (ITA)    | Termolan-Galli        | + 30' 27"    |
| 5      | Czesław Lang (POL)      | Gis Gelati-Campagnolo | + 35' 13"    |

### Soutěž týmů
| Pořadí | Tým                | Čas          |
| ------ | ------------------ | ------------ |
| 1      | Zor-Gemeaz Cusin   | 300h 05' 39" |
| 2      | Inoxpran-Lumenflon | + 10' 45"    |
| 3      | Del Tongo-Colnago  | + 17' 30"    |